# Iwo Cyprian Pogonowski
Iwo Cyprian Pogonowski (3 tháng 9 năm 1921 - 21 tháng 7 năm 2016)  là một nhà phát minh và nhà bác học sinh ra ở Ba Lan với khoảng 50 bằng sáng chế được công nhận. Ông còn là một kỹ sư dân dụng và công nghiệp được đào tạo ở Ba Lan, Bỉ và Hoa Kỳ. Bên cạnh sự nghiệp kỹ sư, ông cũng là một tác giả có tiếng, chuyên viết sách về lịch sử Ba Lan và châu Âu, sách atlat lịch sử và từ điển. 

## Cuộc đời
Pogonowski sinh ra ở Lwów, Ba Lan. Sau khi Ba Lan bị xâm lược trong Thế chiến thứ hai, vào tháng 12 năm 1939, Pogonowski, lúc này là một chàng 18 tuổi, quyết định rời Warsaw với mong muốn gia nhập Lực lượng vũ trang Ba Lan ở phía Tây. Ông bị chính quyền Đức bắt tại Dukla vì tình nghi tham gia kháng chiến. Trong 5 năm tiếp theo, ông bị bỏ tù và phải thường xuyên di chuyển giữa các nhà tù và trại tập trung. Sau khi trải qua thời gian ở các nhà tù Krosno, Jasło và Tarnów cùng một số nhà tù khác, ông cùng 500 tù nhân bị chuyển đến trại Auschwitz,rồi vài tháng sau đó là trại Oranienburg-Sachsenhausen. Ông sống sót qua các giai đoạn này và được giải phóng vào ngày 2 tháng 5 năm 1945. Pogonowski đã tóm tắt trải nghiệm của mình tại các trại tập trung của Đức Quốc xã trong một bài báo dài ba trang. Câu chuyện này sau đó đã được đưa vào trong cuốn sách Out of the Inferno của Richard C. Lukas. Năm 1954, ông tốt nghiệp chuyên ngành Kỹ sư Xây dựng tại Đại học Công giáo, Viện Superieur de Commerce ở Antwerp. Sau đó, ông chuyển đến Hoa Kỳ và bắt đầu sự nghiệp với công việc kỹ sư dự án trong ngành công nghiệp dầu mỏ.

## Nhà sử học và từ điển học
Bên cạnh sự nghiệp kỹ sư, Pogonowski hầu như được biết đến nhờ việc xuất bản sách lịch sử và từ điển. Ông đã xuất bản một cuốn sách lịch sử Ba Lan có hình ảnh minh họa vào năm 2000. Sau đó là một tác phẩm về các loại gia huy ở Ba Lan vào năm 2002.
Cuốn Người Do Thái ở Ba Lan của Pogonowski đã được MK Dziewanowski ca ngợi rằng đây là "nỗ lực tiên phong [để] 'bao trùm' lịch sử của người Do Thái tại Ba Lan, một điều hiếm thấy trong học thuật ở Hoa Kỳ và trong các nghiên cứu về người Do Thái."  Ông bị chỉ trích bởi Piotr Wróbel  và Joanna Michlic, những người tin rằng ông đại diện cho xu hướng chủ nghĩa dân tộc trong sử học. 
Pogonowski đã biên soạn một số từ điển Ba Lan-Anh, Anh-Ba Lan từ năm 1981, bao gồm Từ điển Ba Lan-Anh không kết hợp của ông (3 tập, New York, Hippocrene Books, 1997; với khoảng 100.000 mục từ) và Từ điển Tiêu chuẩn Ba Lan-Anh, Anh-Ba Lan (1985, tái bản vào các năm 1993, 1994 và 1997). 
Ông cũng cho ra đời nhiều tác phẩm báo chí, có thể kể đến các buổi phát thanh cho đài phát thanh tôn giáo Ba Lan Radio Maryja  và các bài viết chuyên mục cho tờ báo Nasz Dziennik (Our Daily).  Ông cũng đã viết các bài viết chuyên mục hai lần mỗi tuần trên tờ Gwiazda Polarna dành cho người Mỹ gốc Ba Lan.

## Ấn phẩm

### Từ điển
- Từ điển tiếng Anh-Ba Lan thực hành, Hippocrene Books, 1981.
- Từ điển Tiêu chuẩn Ba Lan-Anh, Anh-Ba Lan, Hippocrene Books, 1985. [11]
- Từ điển Ba Lan-Anh thu gọn, Hippocrene Books, 1985.
- Từ điển và cụm từ tiếng Ba Lan: Ngữ âm hoàn chỉnh cho người nói tiếng Anh, 103 trang, 1991.
- Từ điển Ba Lan-Anh không kết hợp, 3 tập, New York, Hippocrene Books, 1997. [12]

### Lịch sử
- Ba Lan: Tập bản đồ lịch sử, tái bản, New York, Hippocrene Books, 1989.
- Người Do Thái ở Ba Lan: Lịch sử Tư liệu; Sự trỗi dậy của [dân] Do Thái với tư cách là một Quốc gia từ Quốc hội Judaicus ở Ba Lan đến Knesset ở Israel, New York, Hippocrene Books, 1993.
- Świat po amerykańsku, Fundacja 'Nasza Przyszłość', 2004.
- Heraldyka - Heraldry, CD-ROM, do Juliusz Ostrowski xuất bản, 2002.
- Ba Lan: Lịch sử được minh họa[liên kết hỏng], Sách Hippocrene, 2000 (do Norman Davies và Zbigniew Brzeziński giới thiệu). [13]
- Người Do Thái ở Ba Lan: Lịch sử Tư liệu, New York, Hippocrene Books, 1998.
- Historyczny Atlas Polski (Tập bản đồ lịch sử của Ba Lan), Wydawnictwo Baran i Suszczyński, 1995.
- Ba Lan: Tập bản đồ lịch sử, New York, Sách Hippocrene, 1987.
- Hegemonia - Về Chính sách Đối ngoại của Hoa Kỳ, Poznań, WERS, 2008.
- Nền dân chủ đầu tiên ở châu Âu hiện đại: Hàng triệu công dân tự do ở Ba Lan trong thời kỳ Phục hưng, 2010 (Sách điện tử).